# جنگ‌های سلجوقیان–گرجستان
جنگ‌های سلجوقیان و گرجستان سلسله‌ای از برخوردهای نظامی میان امپراتوری سلجوقی و پادشاهی گرجستان میان سالهای ۱۰۹۹–۱۲۰۳ میلادی بود.
مناطق شرقی پادشاهی گرجستان مدتی (از ۱۰۰۸ تا حدود ۱۰۸۰ میلادی) خراجگزار سلجوقیان محسوب می‌شد تا این که در این زمان، شاه داویت چهارم، فرمانروای گرجستان از موقعیت متزلزل سلجوقیان در منطقه و همچنین جنگ صلیبی اروپای غربی برای بدست آوردن سرزمین مقدس، بهره‌برداری کرد و دولت مقتدری تشکیل داد.
داویت چهارم و ملکه تامار قدرت نظامی گرجستان را بسیار افزایش دادند و با سازماندهی چندین لشکرکشی بین سالهای ۱۰۹۹ تا ۱۲۰۳ میلادی، بر سلجوقیان غلبه کرد آنها را از گرجستان بیرون راند و موقعیت گرجستان را در منطقه بسیار ارتقاء بخشیدند.